# Peter von Dusburg

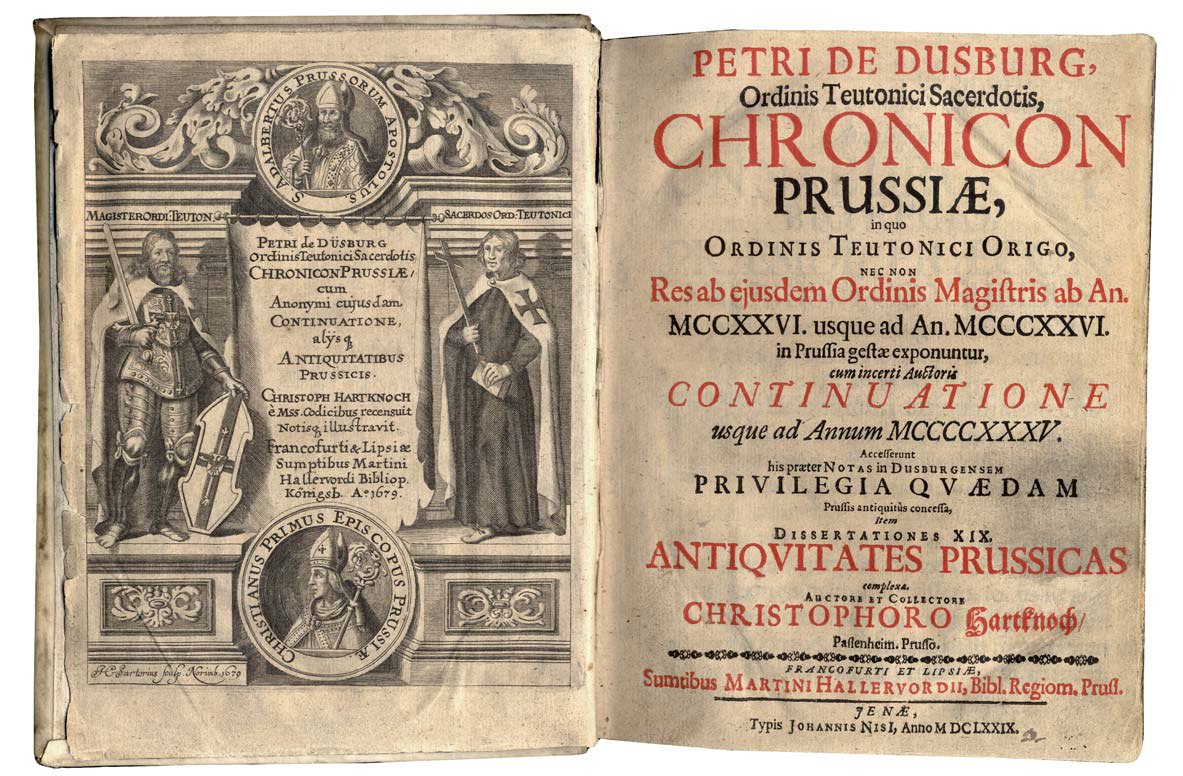
A krónika 1679-es kiadása.

Peter von Dusburg más néven Peter von Duisburg latinul Petrus de Dusburg, lengyelesen Piotr z Dusburga (? – 1326 után) német paptestvér és krónikás. Műve a Chronicon terrae Prussiea feldolgozza a Német Lovagrend poroszok elleni keresztes háborúit és a balti Poroszország 13–14. századi történelmét.
Von Dusburg nemzeti hovatartozása ma is vitatott, ennek oka a nevében benne levő Dusburg, ami voltaképp a származási helyére kell, hogy utaljon. Az egyik elképzelés szerint Rajna menti Duisburgból való, a Ruhr-vidékről. Ezzel szemben van egy Doesburg nevű város Hollandiában, Gelderlandban, sőt Poroszországba annak idején sokan telepedtek le Németalföldről is.

Úgy 1324-ben, állítólag Werner von Orseln rendi mester kérésére Königsbergben (ma Kalinyingrád, Oroszország) kezdte írni krónikáját latinul. Talán nem sokkal halála előtt is el is készült vele. Ezt a művet később folytatni próbálták más német krónikások, mint Nikolaus von Jeroschin, vagy Wigand von Marburg. Mindkettő a német lovagrend tagja volt.